# Vaneča
Vaneča (Hongaars: Vaslak, Prekmurees: Vaneče, Duits: Wanesch) is een plaats in Slovenië en maakt deel uit van de gemeente Puconci in de NUTS-3-regio Pomurska. De plaats telde 474 inwoners op 1 januari 2020.